# Antonina Nejdanova
Répertoire
Une vie pour le tsar, La Fiancée du tsar, Rouslan et Ludmila, Eugène Onéguine, Le Barbier de Séville, Sadko, Le Coq d'or
Antonina Vassilievna Nejdanova (en russe : Антонина Васильевна Нежданова) est une chanteuse d'opéra russe (soprano) née le 16 juin 1873 près d'Odessa et morte le 26 juin 1950 à Moscou. Elle est l'une des plus grandes représentantes de l'école vocale russe,.

## Biographie
Née à Krivaïa Balka dans l'ouiezd d'Odessa (actuellement en Ukraine) des parents instituteurs, Antonina chante dans un chœur d'église dès l'âge de sept ans. Après des études à l'Académie de musique d'Odessa où elle apprend le piano, elle part pour Saint-Pétersbourg, mais ne réussit pas à entrer au conservatoire. En 1899, elle est admise au Conservatoire de Moscou dans la classe d'Umberto Masetti. À la sortie en 1902 avec une médaille d'or, elle est invitée au Théâtre Bolchoï où elle débute le 23 avril 1902 dans le rôle d'Antonida dans Une vie pour le tsar. C'est à ce théâtre qu'elle travaille pendant plus de trente ans. Nejdanova possède une voix d'une clarté et d'une virtuosité supérieure et chante presque tous les rôles majeurs du répertoire russe et européen : Ludmila, Tatiana, Rosina, Lakmé, la reine de Chemakha et beaucoup d'autres.
En 1912, elle chante à l'Opéra de Paris, en interprétant à trois reprises le rôle de Gilda dans Rigoletto, avec Enrico Caruso et Titta Ruffo. Ce seront ses seules représentations à l'étranger: elle aura toujours refusé de nombreuses offres pour chanter en Europe et aux Etats-Unis.
En 1936, elle sera parmi les treize premières personnes du domaine de la culture à se voir attribuer le titre d'Artiste du peuple de l'URSS et en 1943, elle devient docteur des arts pour ses articles sur Rimski-Korsakov, Rachmaninov et Leonid Sobinov. La même année, elle se retire de la scène et devient professeur au Conservatoire de Moscou.
Nejdanova se produit souvent comme chanteuse de chambre. Son répertoire comporte les œuvres de Sergueï Rachmaninov, qui lui dédie sa fameuse Vocalise, Piotr Ilitch Tchaikovski, Franz Schubert, des chansons populaires russes. Son accompagnateur pendant plusieurs années est Nikolaï Golovanov. La pièce Vocalise lui a été dédiée par Rachmaninov.
Morte à Moscou, l'artiste est enterrée au cimetière de Novodevitchi.